# Bath and North East Somerset
Bath and North East Somerset (oft als BANES oder B&NES abgekürzt) ist eine Verwaltungseinheit, eine Unitary Authority, im Südwesten Englands. Sie grenzt an Bristol, North Somerset, Somerset, South Gloucestershire und Wiltshire.
Bath and North East Somerset entstand im Zuge der Kommunalreform 1996, nachdem die Grafschaft County of Avon abgeschafft worden war, aus den früheren Distrikten Bath und Wansdyke. Zu zeremoniellen Zwecken gehört es zur Grafschaft Somerset.
Der Hauptort ist Bath, hier befindet sich auch der Verwaltungssitz. Bath and Nord East Somerset gehört zur Region South West England. Zu Bath and North East Somerset gehören neben Bath die Orte Bathford, Chew Magna, Kelton, Keynsham, Midsomer Norton, Radstock und Swineford.